# 少爺 (2016年電視劇)
《少爺》，是富士電視台製作的日本連續劇。改編自夏目漱石同名小說。預定2016年新春日本播出。

## 登場人物
- 少爺 - 二宮和也[1]
- 紅衫 - 及川光博
- 山嵐 - 古田新太
- 馬屁精 - 八嶋智人
- 青南瓜 - 山本耕史
- 瑪丹娜- 松下奈緒
- 夏目漱石 - 又吉直樹
- 狸 - 岸部一德
- 物理学校校長 - 佐藤浩市
- 清 - 宮本信子
- 瑪丹娜的雙親 - 小林薰與淺野裕子

## 外部連結
- 富士電視台－少爺 （页面存档备份，存于）（日語）